# 화이트 앨범 (비디오 게임)
《WHITE ALBUM》(ホワイトアルバム 호와이토 아루바무[*])은 1998년 일본의 리프 사에서 발매한 연애 시뮬레이션 게임이다. 출시 당시 일본에서는 좋지 않은 반응이 많았으나 상당한 인기를 끌었고, 대한민국에서는 일본과는 달리 대체로 좋은 평가를 받았으며 정식으로 수입되지는 못하였지만, 소위 '백색 마약'이라는 애칭으로 알려져 있다.
발매 후 10년이 지난 2008년 코믹판 연재를 비롯하여 2009년 1월 3일까지 전반부, 10월부터 12월까지 후반부로 나뉘어서 TV 애니메이션이 방영되었으며 2010년 6월에 PS3로의 이식판도 발매되는 등 대대적인 미디어 믹스 전개가 펼쳐지고 있다.
참고로, PC판의 경우 대한민국에서 2002년에 한국어로 번역되었다(비공식적).
후속작으로 화이트 앨범2의 첫 번째 편인 ~introductory chapter~가 2010년 3월 26일에 발매되었다.

## 역사
- 1998년
  - 5월 1일 PC판 발매(18금)
  - 8월 14일 CD 앨범「WHITE ALBUM ORIGINAL SOUND TRACK」이 발매(이벤트, 통판 한정 상품)
  - 12월 23일 CD 싱글 앨범인「WHITE ALBUM」이 발매됨.
- 1999년 9월 8일 PC판 공략본「WHITE ALBUM 공식 가이드 ~Official Art Book~」발매
- 2000년 1월 28일 CD 앨범「Leaf VOCAL COLLECTION Vol.1」발매
- 2001년 11월 19일 MAXI 싱글「POWDER SNOW / Blenda」발매
- 2002년 7월 24일 CD 앨범「Leaf Piano Collection Vol.1」발매
- 2003년 6월 19일 화이트 앨범 리뉴얼 패키지판 (WHITE ALUBM リニューアルパッケージ版) 발매
- 2006년 8월 23일 CD 앨범「AQUA PLUS VOCAL COLLECTION Vol.1」발매(Leaf VOCAL COLLECTION Vol.1의 패키지 리뉴얼판. 수록내용은 동일)
- 2008년 6월 27일 이날 발매된 월간 코믹 전격대왕 8월호부터 코믹판이 연재 개시. 작화는 sola의 코믹판 등을 그렸던 아베노 챠코.
- 2009년
  - 1월부터 3월에 걸쳐 TV 애니메이션 전반부(1화~13화) 방영
  - 1월 21일 MAXI싱글「심애」발매
  - 1월 28일 MAXI싱글「흩날리는 눈처럼」발매
  - 10월부터 12월에 걸쳐 TV 애니메이션 하반부(14화~26화) 방영
  - 10월 28일 MAXI싱글「몽환」발매
- 2010년
  - 3월 26일 후속작 화이트 앨범2 ~introductory chapter~(1부) 발매.
  - 6월 24일 플레이스테이션 3로 리메이크판이 발매되었으며 장르는 SLG요소를 제거한 순수한 AVG로 변경되었다. 그 밖의 변경사항으로는 H신의 삭제 및 신캐릭터가 추가 되었다.

## PC판

### 특징
이 게임은 리프 사에서 만든 미소녀 게임 중에서 처음으로 비주얼 노벨이라는 명칭을 사용하지 않고 있으며, 따라서 이 노선에서 벗어나서 제작된 최초의 작품이라고 할 수 있다. 이전의 작품들과 비교했을 때 독특한 점으로는 게임 시작시부터 이미 주인공이 연인을 두고 있으며, 어떤 계기로 인하여 연인과 멀어지게 되자 연인을 지키느냐 혹은 버리느냐의 고민을 한다는 점이 있다.(이것을 어떻게 해결하는가는 물론 모두 플레이어의 몫이다)

### 시스템
이 게임은 히로인(여주인공)의 주인공에 대한 호감도라는 변수가 중요하게 작용하며, 이 호감도는 히로인들과의 대화나 이벤트의 선택에 의해 변동하여 스토리의 전개에 영향을 준다. 또한 행동 제약을 위한 변수로는 체력이 있다.
한편 여러 부분에서 나타나는 이벤트 장면에는 다량의 텍스트를 통해 스토리를 큰 폭으로 진행한다는 방식을 채택하고 있다. 중요한 이벤트에서는 종래의 비주얼 노벨과 지나치게 흡사한 표현을 이용하는 경우도 있었다. 따라서 이 게임은 비주얼 노벨과 그 후의 연애 시뮬레이션 게임 간의 과도기에 제작된 게임이라고 할 만하다.
그런데 과도기의 게임에서 많이 볼 수 있는 불안정한 시스템도 이 게임의 특징이자 단점이다. 특히 시스템의 중심을 이루는 일상 회화에서 랜덤 요소가 강하고, 이벤트의 발생에 필요한 호감도의 상승이 어려운 경우가 많아 게임성을 현저하게 해치고 있다. 그리고 이 일상 회화는 이벤트의 진행에 연동하지 않으며, 스토리가 점점 심각해지는 경우에도 그러한 스토리와 모순되는 회화가 문제가 되고 있다.
이에 덧붙여 설명하자면 리프 사는 연애 시뮬레이션 게임이라는 새로운 시스템으로의 전환을 상당히 힘들어하고 있으며, 이는 이 게임의 속편인 《코믹 파티》에서도 시스템의 불안정함이 완전하게 해결되지 못한 것에서 드러난다.

### 텍스트
위에서 설명한 것과 마찬가지로, 이 게임은 일상 회화가 중심이 되는 파라미터(변수)형의 연애 시뮬레이션 게임이지만 오히려 텍스트의 양이 많다는 특징이 있다. 이것은 시나리오 작가인 하라다 우다루(일본어: 原田 宇陀児)의 영향이 크다.
그 텍스트는 회화 중심인 게임의 특징에도 불구하고 일상적이라고는 말하기 어려운 문학적 색조가 강한 문체를 갖고 있으며, 또한 시적인 표현이 많아서 시나리오 작가의 특징과 취미가 여러 부분에서 드러난다. 또 스토리 상 자신의 행동을 정당화하려는 주인공의 독백적 어조가 많아지고 그것들이 대량의 텍스트로 길게 전개됨에 따라 철학적인 요소도 많이 볼 수 있다.
따라서 이 게임의 텍스트는 종래의 비주얼 노벨 게임과는 분명 다른 형태의 텍스트이지만, 이 텍스트가 감성적으로 맞은 유저들에게 절대적 지지를 받게 되었다.

### 일본에서의 자리매김
이 게임은 과도기의 작품으로서 어중간한 속성으로 인해 발매 당시의 평가가 반드시 좋은 것만은 아니었다. 특히 종래의 비주얼 노벨 팬들에게서는 노선 변경으로 실패한 졸작이라는 혹평을 받기도 했다.
그러나 이러한 평가들은 《코믹 파티》의 등장으로 인해 변하게 된다. 그 배경에는 《코믹 파티》가 비주얼 노벨적 요소를 완전히 배제한 연애 시뮬레이션 게임으로 등장하였고, 종전의 오사카 개발실이 아니라 F&C로부터 이적한 팀을 중심으로 한 도쿄 개발실에서 제작하였다는 것에 대한 종전 리프 팬들의 격렬한 반발이 있었다. 이 시점에서 그들이 보기에는 리프 사의 순정 게임은 《화이트 앨범》이 마지막이었다.
그 후에 출시된 《매지컬☆안티크》도 형식적으로는 오사카 개발실에서 제작한 것이었지만, 시나리오와 원화(原畵) 스탭이 모두 바뀌어서 게임 시스템에도 경영 시뮬레이션적 요소가 섞이는 등 종전의 노선과의 괴리가 더욱 더 심해졌다. 이것은 종전의 리프 팬들의 격렬한 반발을 불러일으켰으며, 《매지컬☆안티크》도 리프 사의 순정 게임으로 대우받지 못했다.
이로 인해 당초에 낮았던 일본에서의 《화이트 앨범》의 지위는 상대적으로 상승하였다. 특유의 독특한 텍스트를 지니고 있는 것도 이것에 한몫해서 이 게임은 리프 사의 열매 없는 꽃에서 리프 사의 마지막 순정 작품으로 비주얼 노벨에 준할 정도의 좋은 대우를 받게 된 것이다. 덧붙여 《매지컬☆안티크》의 후속작인 《타소가레》도 하라다 우다루가 시나리오 제작을 포기하고 리프 사를 떠난 것의 악영향으로 결국 종래 리프 팬들의 마음을 사로잡을 정도에 이르지는 못하였기 때문에 이 경향은 그들의 사이에서 오랜 기간 동안 유지되었다.
그 후 리프 오사카 개발실은 재기를 기해 비주얼 노벨 Vol.4인 《Routes》로 부활, 도쿄 개발실과의 공동 개발 작품인 《투하트2》, 첫 서스펜스물인 《쿠사리》를 발표함으로써 최전성기 수준은 아니지만 안정적인 인기를 되찾고 있다. 다만 거기에 따라 《화이트 앨범》에 대한 평가가 변하지는 않고 있다. 따라서 이 게임은 리프의 황금기에 제작된 마지막 작품은 아니고, 매 작품마다 크리에이터가 변하는 지금의 리프의 시스템에 의해 제작된 최초의 작품이라고 할 수 있다.

### 스탭
Leaf 오사카 개발실에 의한 작품.
- 시나리오: 하라다 우다루
- 원화: ら~·YOU(가와타 히사시), 미나즈키 토오루(게스트 원화)
- 음악: 이시카와 신야, 나카가미 가즈히데, 시모카와 나오야

### 주제가
- OP·삽입곡: WHITE ALBUM
  - 노래: 모리카와 유키
  - 작사: 모리카와 유키
  - 작곡: 이시카와 신야
  - 편곡: 이시카와 신야, 마쓰오카 준야

- 삽입곡: SOUND OF DESTINY
  - 노래: 오가타 리나
  - 작사: 스야 나오코
  - 작곡: 나카우에 가즈에이
  - 편곡: 나카우에 가즈에이, 마쓰오카 준야

- ED: POWDER SNOW
  - 노래: AKKO
  - 작사: 스야 나오코
  - 작곡·편곡：시모카와 나오야

## PS3판

### 스탭
- 원화: 가와타 히사시

## 등장인물
성우이름은 PS3판·TV 애니메이션에만 해당.(PC판의 경우 음성이 지원되지 않는다.)

### 주인공
후지이 토야 (일본어: 藤井 冬弥 후지이 도야[*])
성우 - 마에노 토모아키
이 작품의 주인공이다. 같은 대학에 다니는 아이돌 스타인 모리카와 유키와는 고등학교 때부터 연인이지만, 그녀의 바쁜 스케줄로 인해 함께 있을 수 없는 경우가 많다. 이로 인해 유키를 연인으로 계속 유지하는 '유키 루트'를 제외하면 대부분 도망치듯이 다른 히로인과 사귀게 되며, 유키와의 관계를 완전히 청산하지 않은 채로 삼각 관계를 유지하고 심지어는 이것을 정당화하려는 행동을 간혹 보여준다. 따라서 이 캐릭터에 대한 평판은 그리 좋지 못하다.

### 주요 히로인
모리카와 유키 (일본어: 森川 由綺 모리카와 유키[*])
성우 - 히라노 아야
생일: 12월 24일, 연령: 19세, 별자리: 염소자리, 혈액형: A형, 신장: 160cm, 3 사이즈: 80/56/77
후지이 토야의 연인인 동시에 1년 전에 데뷔한 신인 아이돌 가수. 노래에 뛰어난 재능이 있어서 신인이지만 상당한 인기를 모으고 있다. 원작인 게임에서는 주인공 토야와 연인 상태로 시작하기 때문에, 다른 히로인을 공략한다는 것은 유키를 버리는 것을 뜻하므로 (유키 자신의 루트를 제외하면 모든 루트에서 연인 관계를 잃어버리게 된다.) 모든 루트에서 비중이 매우 높은 캐릭터. 솔직하고 성실한 성격이며, 약간 소심해서 연인인 토야에게도 존칭을 쓰고 있으며 부탁을 할 때도 조심스럽게 말하곤 한다. 연예인이 되고서부터 바쁜 스케줄 때문에 토야를 좀처럼 만날 수 없어서 외로워하고 있지만, 좀처럼 드러내지 못하고 있는 상태.
오가타 리나 (일본어: 緒方 理奈 오가타 리나[*])
성우 - 미즈키 나나
생일: 11월 26일, 연령: 19세, 별자리: 궁수자리, 혈액형: AB형, 신장: 165cm, 3 사이즈: 83/54/82
모리카와 유키와 같은 예능 프로덕션에 소속된 인기 여성 아이돌로 유키의 선배. 어렸을 적부터 예능계라는 고독한 환경에 있었기 때문에, 곁에서 그녀의 프로듀서를 맡고 있는 친오빠 오가타 에이지에 대한 감정이 강했지만, 에이지 자신은 유키에게 몰입하듯이 관심을 가지게 되어버려 커져가는 불안감에 떨고 있었다. 거기서 토야가 등장하게 되고, 토야의 상냥함을 접하게 되면서 그에게 마음이 끌리게 되어버린다. 참고로《투하트》(PS/PSE/PS2판),《투하트2》,《매지컬☆안티크》,《코믹 파티》,《Routes PE/PORTABLE》등 다른 Leaf/AQUAPLUS작품에서 연예인으로서 종종 이름이 등장하고 있다.
사와쿠라 미사키 (일본어: 澤倉 美咲 사와쿠라 미사키[*])
성우 - 타카모토 메구미
생일: 4월 7일, 연령: 21세, 별자리: 양자리, 혈액형: A형, 신장: 158cm, 3 사이즈: 83/58/83
토야, 유키와 같은 대학교에 다니는 대학생. 온화하고 겸손하며 부탁받으면 거절하지 못하는 성격이다. 고교 시절부터 두 사람의 선배였으며, 그 무렵부터 토야를 짝사랑했음이 시나리오를 진행하면서 밝혀지게 된다.
카와시마 하루카 (일본어: 河島 はるか 가와시마 하루카[*])
성우 - 마스 노조미
토야와는 어릴 적부터 친구로 같은 대학에 다니는 대학생.
미즈키 마나 (일본어: 観月 マナ 미즈키 마나[*])
성우 - 토마츠 하루카
유키의 친척으로 고등학생. 부모가 아르바이트 가정교사를 모집하고 거기에 우연히 응모하게 된 토야와 서로 아는 사이가 된다.
시노즈카 야요이 (일본어: 篠塚 弥生 시노즈카 야요이[*])
성우 - 박로미
유키의 매니저. 냉정침착하고 냉철한 성격이며 남성을 불신하는 여성이다. 그런 일면에 유키를 톱 아이돌로 성장시키는 것을 삶의 목표로 생각하는 등, 그녀에 대한 마음의 집착이 상당히 강하다.
키사라기 사요코 (如月 小夜子)
성우 - 사토 리나
PS3 게임에서 새로 등장한 추가 히로인. 아이돌 그룹 '사쿠라코 클럽'의 예전 리더로, 지금은 그룹을 떠나서 솔로로 활동하고 있다. 현재는 대학시험 때문에 활동을 쉬고 있는 상태.
마츠야마 메노우 (松山 めのう)
성우 - 시시도 루미
TV 애니메이션에 오리지널 캐릭터. 오가타 프로덕션의 라이벌 회사인 칸자키 프로덕션에 소속되어 있는 신인 가수이다.

### 그 밖의 등장인물
나나세 아키라 (일본어: 七瀬 彰 나나세 아키라[*])
성우 - 사카구치 다이스케(TV판)/오노 료코(PS3판)
주인공 토야의 대학 친구. 유키, 하루카, 미사키와도 친하다. 미사키를 좋아하고 있지만 여자아이같은 소심한 성격 때문인지 마음을 전달하지 못하고 있다.
오가타 에이지 (일본어: 緒方 英二 오가타 에이지[*])
성우 - 하야미 쇼
오가타 리나의 오빠로, 모리카와 유키와 오가타 리나가 소속된 예능 프로덕션의 사장. 일찍이 천재적인 재능을 가진 뮤지션이었다.
프랑크 나가세 (일본어: フランク 長瀬 후란쿠 나가세[*])
나나세 아키라의 친척. 토야가 아르바이트 하고 있는 찻집의 마스터. 리프 작품에선 약속이라 할 수 있는 나가세 일족의 캐릭터이다.
TV 애니메이션판에선 캐릭터 디자인이 다소 변경되었다.
칸자키 이츠키 (神崎 樹)
성우 - 사사키 유우코
TV 애니메이션 오리지널 캐릭터. 메노우와 사쿠라단이 소속되어 있는 칸자키 프로덕션의 사장이다.
사쿠라단 (桜団)
성우 - 야노 아스카, 키무라 하루카, 후루카와 에리나, 타카모토 메구미, 마스 노조미, 타카모리 나츠미
TV 애니메이션 오리지널 캐릭터. 여러 명의 멤버로 구성된 여성 아이돌 그룹.
타마루 (田丸)
성우 - 나카이 카즈야
히라키 (平良木)
성우 - 타이라 카츠이
토우야의 아버지 (冬弥の父)
성우 - 미야바야시 야스시
노미야 토모에다 (野宮 友枝)
성우 - 코가와 치히로

## TV 애니메이션판
2009년 1월 3일부터 12월까지 방영. 제작사는 세븐 아크스이다. 총 26화로 우선 2009년 1월에서 3월까지에 걸쳐 전반부(1화~13화)가 방영되었고 후반부(14화~26화)가 2009년 10월부터 12월까지 방영되었다.

### 원작과의 변경점
원작에 해당하는 PC판은 발매당시의 시대(1990년대)를 무대로 하고 있었지만, TV 애니메이션판(코믹스판을 포함)은「1986년」이라는 원작보다 과거를 무대로 하고 있다. 이것은 이야기의 주요요소라 할 수 있는「국민적 아이돌 가수」라는 존재가 2000년대에는 리얼리티가 없어졌기 때문이라 생각된다.
당시엔 휴대전화도 일반적으로 보급되지 않았는데, 이 점도 본작의 메인 테마인「바쁜 연인과의 엇갈림」을 연출하기 위해 필요한 조건이라 할 수 있었다.

### 스탭
- 원작: 아쿠아플러스
- 기획: 시모카와 나오야
- 감독: 요시다 타이조
- 각본: 사토 히로아키
- 캐릭터 디자인: 요시나리 코우
- 캐릭터 원안: 가와타 히사시
- 미술감독: 가타히라 신지
- 음악: Elements Garden(후지타 준페이, 후지마 히토시)
- 음향감독: 시오야 요쿠
- 프로듀서: 미시마 아키오
- 어소시에이트 프로듀서: 나카무라 노리코
- 애니메이션 제작: 세븐 아크스
- 제작: PROJECT W.A.

### 주제가
- 전반부 오프닝 테마: 심애(深愛)
  - 노래:미즈키 나나
  - 작사:미즈키 나나
  - 작곡:아게마츠 노리야스(Elements Garden)
  - 편곡:후지마 히토시(Elements Garden)

- 전반부 엔딩 테마: 흩날리는 눈처럼(舞い落ちる雪のように)
  - 노래:Suara
  - 작사:나카가미 카즈히데
  - 작곡·편곡:키누가사 미치오

- 후반부 오프닝 테마: 몽환(夢幻)
  - 노래:미즈키 나나
  - 작사:미즈키 나나
  - 작곡:아게마츠 노리야스(Elements Garden)
  - 편곡:후지마 히토시(Elements Garden)

- 삽입곡: 유리 꽃(ガラスの華)
  - 노래:오카타 리나(CV: 미즈키 나나)
  - 작사: 유리 이즈미
  - 작곡·편곡: 후지마 히토시(Elements Garden)

- 삽입곡: WHITE ALBUM
  - 노래: 모리카와 유키(CV: 히라노 아야)
  - 작사: 스야 나오코
  - 작곡: 이시카와 신야
  - 편곡: 이시카와 신야, 마쓰오카 준야

- 삽입곡: SOUND OF DESTINY
  - 노래:오카타 리나(CV: 미즈키 나나)
  - 작사: 스야 나오코
  - 작곡: 나카우에 가즈에이
  - 편곡: 나카우에 가즈에이, 마쓰오카 준야

### 각화 제목
| 방영 구분 | 화수   | 제목 | 각본          |
| --------- | ------ | --- | ------------- |
| 전반부    | 제1장  | 그래, 그땐 스위치가 들어가지 않았던 거야 (そう、あの時はもう、スイッチが入ってたんじゃないかなあ)                                                                   | 사토 히로유키 |
| 전반부    | 제2장  | 옛날부터 계획된 일을 너는 믿니? (ずっと前から仕組まれてた、そんな出会いって、信じる?)                                                                               | 사토 히로유키 |
| 전반부    | 제3장  | 손과 손, 어깨와 어깨, 등과 등, 그리고 옷 위에서라도 괜찮아 (手と手、肩と肩、背中と背中、それから。服の上からだっていいんだ)                                         | 사토 히로유키 |
| 전반부    | 제4장  | 상상을 넘어서 이해한다는 것을 느낀 적이 있어. 반대인 경우도 많지만 想像を超えてわかり合えてるって、感じる時がある。逆の時も多いけどね                               | 사토 히로유키 |
| 전반부    | 제5장  | 방해를 하는 것이 가까이 있는 사람이라고 한정할 수는 없다. 모르는 사람일수록 더 엄격하다 (邪魔をするのが、近しい人間だけとは限らない。知らない人ほど、手厳しい)      | 사토 히로유키 |
| 전반부    | 제6장  | 고민을 잊는 좋은 방법. 타인의 문제에 관여해 보는 건 어때? (悩みを忘れるいい方法。他人のトラブルに首を突っ込んでみるってのは、どう?)                                 | 사토 히로유키 |
| 전반부    | 제7장  | 이미지를 점점 구축하지 않으면… 그렇지 않아도 다리부터 무너져가니까 (イメージはどんどん構築しなきゃ。ただでさえ、端から崩れてくものなんだから)                       | 사토 히로유키 |
| 전반부    | 제8장  | 시간이 없을 때야말로 많은 일을 할 수 있다. 해 버린다. 물론 사랑 또한 (時間がないときほど、多くのことができる。やってしまう。もちろん、恋だって)                     | 사토 히로유키 |
| 전반부    | 제9장  | 생각이 들어간 시나리오는 필요 없어. 입에서 나온 순간 어차피 모두 농담 (思い出に気の利いたシナリオは要らない。口から出た瞬間、どうせみんなたわ言)                    | 사토 히로유키 |
| 전반부    | 제10장 | 독씨름이 허무한 것은 혼자라서뿐만이 아니다. 관객의 눈이 있기 때문이다 (一人相撲が虚しいのは、一人だからってだけじゃない。観客の目が、痛いんだ)                      | 사토 히로유키 |
| 전반부    | 제11장 | 가슴에 막힌 일을 시간이 해결해주지 못한다. 망각의 라벨을 떼는 것만으로도 (胸につかえていることを、時は解決してくれない。忘却のラベルを貼るだけで)                   | 사토 히로유키 |
| 전반부    | 제12장 | 결박하는 것. 속이는 것. 뺏는 것. 주어지는 것. 그 무엇보다 괴로운 건 기다리는 것 (縛ること。欺くこと。奪うこと。与えること。どれより辛いのが、待つこと)              | 사토 히로유키 |
| 전반부    | 제13장 | 그릇이 기울어져 있는 데 눈치채지 못했다. 물이 한 방울도 남아있지 않았으니까 (器が傾いてるのに、気づかなかった? 水はもう一滴も残ってなかったからね)                  | 사토 히로유키 |
| 후반부    | 제14장 | 튜닝이 맞은 적이 없다. 더 양호한 곳이 있다고 여겨 버린다 (チューニングが合ったためしがない。もっと良好な場所があると思ってしまう)                                   | 사토 히로유키 |
| 후반부    | 제15장 | 보이지 않는 것이 주변을 파괴한다. 그곳에 없으니까 손쓸 방도가 없다 (見つからないものが、まわりを壊す。そこにないから、手の打ちようがない)                           | 사토 히로유키 |
| 후반부    | 제16장 | 어린 시절을 생각하고, 부끄러움에 몸부림칠 때가 있다. 그것에 비하면 (小さい頃を想って、恥ずかしさに身悶えすることがある。それに比べれば)                             | 사토 히로유키 |
| 후반부    | 제17장 | 들키길 바라는 거짓말이 있다. 믿고 싶지 않았으면 하는 진실이 있다. 하나씩, 존재한다 (バレてほしい嘘がある。信じてほしくないホントウがある。一つずつ、ある)           | 사토 히로유키 |
| 후반부    | 제18장 | 너무 이기적인 거 아냐? 껍질에 틀어박혀있는 주제에, 폐쇄공포증이라니 (虫が良すぎるんじゃない? 殻に閉じこもってるくせに、閉所恐怖症なんて)                            | 사토 히로유키 |
| 후반부    | 제19장 | 질리기 때문에 앞으로 나아간다고 한다. 대개는, 나아가기 전에 이미 질려있는 것 같지만 (飽きるから次に進めるという。大抵は、進む前にもう飽きてるみたいだけど)          | 사토 히로유키 |
| 후반부    | 제20장 | 연애는 이론이 아니다.그런 말을 주고받는 연인들은,시인, 평론가, 철학자 (恋愛は理屈じゃない。そう語り合う恋人達は、詩人、評論家、哲学者)                              | 사토 히로유키 |
| 후반부    | 제21장 | 작별의 길까지 돌아가고 싶어. 오른쪽으로 하면 좋았을 거라며. 후회뿐인 그런 거리 (別れ道まで戻りたいと思う。右にすれば良かったって。後悔だけのそんな道程)             | 사토 히로유키 |
| 후반부    | 제22장 | 말을 잘 못해서 고민하니? 시선으로 대화해 보면 돼, 바로 말하고 싶어지니까 (口べたで悩んでる? 目で会話してみるといい、すぐにしゃべりたくなるから)                     | 사토 히로유키 |
| 후반부    | 제23장 | 간병이나 손수 만든 요리를 기대하고, 감기에 걸리고 싶어진다. 나중의 괴로움은 상상도 하지 않아 (看病や手料理を期待して、風邪をひきたくなる。後の苦しみは想像もしない) | 사토 히로유키 |
| 후반부    | 제24장 | 밤은 아무것도 해주지 않아. 빛바라는 것은 태양 탓이니까 (夜は何もしてくれないよ。色あせるのは太陽のせいだし)                                                         | 사토 히로유키 |
| 후반부    | 제25장 | 다른 사람이 나빠. 자신은 잘못 없어. 다른 사람만이 나빠. 자신만이― (他人が悪い。自分は悪くない。他人だけが悪い。自分だけが―)                                         | 사토 히로유키 |
| 후반부    | 제26장 | 우리는 함께 앉아있다. 밤새, 움직이지도 않고 (僕達は一緒に座っている、一晩中、動くこともなく)                                                                        | 사토 히로유키 |

## 코믹판
《월간 코믹 전격대왕》(아스키 미디어 웍스)에서 2008년 6월에 발매된 8월호부터 연재개시. 원작은 아쿠아플러스, 작화는 sola의 코믹판 등을 그렸던 아베노 챠코. 단행본은 현재 2권이 발매중. 시대배경은 TV애니메이션판의 설정을 따라서 1986년도를 무대로 삼고 있다.
- 단행본
  - WHITE ALBUM 1(아스키 미디어 웍스 · ISBN 978-4-04-867714-1)
2009년 3월 27일 발매.
  - WHITE ALBUM 2(아스키 미디어 웍스 · ISBN 978-4-04-868294-7)
2009년 12월 18일 발매.

## 관련상품(음반)

### PC 게임관련
- WHITE ALBUM ORIGINAL SOUND TRACK (리프 · LFCD-0006)

1998년 8월 14일 발매된 CD 음반. PC판 게임의 오리지널 사운드 트랙으로 OP·ED·삽입곡의 Game 버전도 수록되어 있다. 메이커 통판 및 이벤트 행사 등에서만 판매.
- WHITE ALBUM (킹레코드 · KIDA-5501)

1998년 12월 23일에 발매된 싱글 CD.「WHITE ALBUM」,「SOUND OF DESTINY」의 풀코러스판을 비롯하여「POWDER SNOW」까지의 PC판 보컬 3곡을 모두 수록한 음반. CD EXTRA 사양.
- Leaf VOCAL COLLECTION Vol.1 (킹레코드 · KICA-5041)
- AQUA PLUS VOCAL COLLECTION Vol.1 (킹레코드 · KICA-1421)

2000년 1월 28일 발매.《To Heart》,《코믹파티》의 보컬곡과 커플링된 앨범.「WHITE ALBUM」,「SOUND OF DESTINY」,「POWDER SNOW」를 전부 풀코러스판으로 수록. 2006년 8월 23일에『AQUA PLUS VOCAL COLLECTION Vol.1』이란 타이틀로 변경되어 재발매되었다.

### TV 애니메이션 관련
- 심애(深愛) (킹레코드 · KICM-1270)

2009년 1월 21일 발매된 맥시 싱글 앨범. 미즈키 나나의 19번째 싱글 음반으로 TV 애니메이션판 화이트 앨범의 오프닝 테마인「심애(深愛)」를 비롯하여「PRIDE OF GLORY」,「오전 0시의 베이비돌(午前0時のBaby Doll)」이 수록되어있다. 초회한정으로 특제 화이트 케이스가 제공.
- 『WHITE ALBUM』(킹레코드 · KICM-3188)

2009년 4월 1일 발매. 모리카와 유키의 데뷔 싱글. 노래는 모리카와 유키역의 히라노 아야가 맡았다.
- 『SOUND OF DESTINY』(킹레코드 · KICM-3189)

2009년 4월 8일 발매. 오카타 리나의 새 싱글앨범. 노래는 오가타 리나역의 미즈키 나나가 맡았다.

## 관련상품(서적)
- WHITE ALBUM 공식 가이드 ~Official Art Book~(카도카와 서점 · ISBN 4-04-707032-7)

PC판 공략본. 각 매체에 발표된 일러스트, 캐릭터 소개, 게임중의 일러스트CG와 숏스토리, 본 게임의 공략, 스탭 인터뷰, 게임에 수록된 보컬곡의 악보가 수록.